# Himantura jenkinsii
Himantura jenkinsii е вид хрущялна риба от семейство Dasyatidae.

## Разпространение
Видът е разпространен в Австралия (Северна територия), Йемен (Сокотра), Индия, Индонезия, Мадагаскар, Малайзия, Мозамбик, Папуа Нова Гвинея, Тайланд, Филипини и Южна Африка.